# Бахметьев, Игорь Александрович (футболист)
Игорь Александрович Бахметьев (укр. Ігор Олександрович Бахметьєв; род. 3 января 1967, Харьков) — советский и украинский футболист, полузащитник.

## Игровая карьера
Воспитанник харьковского спортинтерната, первый тренер — Панов А. Н. Во взрослом футболе начинал играть в командах второй лиги чемпионата СССР «Океан» (Керчь) и «Маяк» (Харьков). В «Маяке» провёл более ста матчей.
В 1993 году уехал в Россию, где продолжил выступления в командах второй лиги «Металлург» (Липецк) и «Спартак» (Тамбов). Некоторое время провёл в Финляндии в команде «Йювяскюля».
В 1999 году вернулся на Украину. Играл в команде СК «Николаев», где 3 апреля 1999 года в игре против мариупольского «Металлурга» дебютировал в высшей лиге чемпионата Украины. В Николаеве провёл четыре сезона, неоднократно выводил команду на поле с капитанской повязкой.
В 2003 году перешёл в харьковский «Газовик-ХГД». С командой прошёл путь из любительских соревнований во вторую лигу чемпионата Украины. Завершил карьеру в 2005 году.

## Тренерская карьера
С 2009 года работает тренером команды «Арсенал-2» (Харьков).